# Kōya, Wakayama
Kōya (japanska: 高野町?, Kōya-chō) är en landskommun i Wakayama prefektur i Japan. Kommunen ligger på en platå på Kōyaberget och domineras av ett tempel- och klosterkomplex som tillhör den esoterisk-buddhistiska shingonsekten.